# Slowakische Badmintonmeisterschaft 2011
Die Slowakische Badmintonmeisterschaft 2011 war die 19. Auflage der Titelkämpfe im Badminton in der Slowakei. Sie fanden vom 29. April bis zum 1. Mai 2011 in Trenčín statt.

## Medaillengewinner
| Disziplin    | Gold                                                              | Silber                                                                | Bronze                                                                   |
| ------------ | ----------------------------------------------------------------- | --------------------------------------------------------------------- | ------------------------------------------------------------------------ |
| Herreneinzel | Jarolím Vícen (Spoje Bratislava)                                  | Marián Šulko (Spoje Bratislava)                                       | Michal Matejka (M-Šport Trenčín)                                         |
| Herreneinzel | Jarolím Vícen (Spoje Bratislava)                                  | Marián Šulko (Spoje Bratislava)                                       | Martin Kožár (Lokomotíva Košice)                                         |
| Dameneinzel  | Monika Fašungová (CEVA Trenčín)                                   | Zuzana Orlovská (BC Prešov)                                           | Jana Čižnárová (M-Šport Trenčín)                                         |
| Dameneinzel  | Monika Fašungová (CEVA Trenčín)                                   | Zuzana Orlovská (BC Prešov)                                           | Ivana Kubíková (BC Prešov)                                               |
| Herrendoppel | Pavel Mečár (AC UNIZA Žilina) Ladislav Tomčko (BK ATU Košice)     | Marián Smrek (BK MI Trenčín) Vladimír Závada (Spoje Bratislava)       | Marek Eliaš (Lokomotíva Košice) Martin Kožár (Lokomotíva Košice)         |
| Herrendoppel | Pavel Mečár (AC UNIZA Žilina) Ladislav Tomčko (BK ATU Košice)     | Marián Smrek (BK MI Trenčín) Vladimír Závada (Spoje Bratislava)       | Róbert Eliaš (Lokomotíva Košice) Matej Tomčík (Lokomotíva Košice)        |
| Damendoppel  | Barbora Bobrovská (Lokomotíva Košice) Zuzana Orlovská (BC Prešov) | Nikoleta Bálintová (Družst. Klenovec) Jana Fiľová (Lokomotíva Košice) | Vanda Klečková (Lokomotíva Košice) Monika Fašungová (CEVA Trenčín)       |
| Damendoppel  | Barbora Bobrovská (Lokomotíva Košice) Zuzana Orlovská (BC Prešov) | Nikoleta Bálintová (Družst. Klenovec) Jana Fiľová (Lokomotíva Košice) | Gabriela Zabavníková (Lokomotíva Košice) Kvetoslava Sopková (BC Prešov)  |
| Mixed        | Milan Ludík (BK MI Trenčín) Kvetoslava Sopková (BC Prešov)        | Marián Smrek (BC Prešov) Ivana Kubíková (BC Prešov)                   | Ladislav Tomčko (BK ATU Košice) Gabriela Zabavníková (Lokomotíva Košice) |
| Mixed        | Milan Ludík (BK MI Trenčín) Kvetoslava Sopková (BC Prešov)        | Marián Smrek (BC Prešov) Ivana Kubíková (BC Prešov)                   | Pavel Mečár (AC UNIZA Žilina) Barbora Bobrovská (Lokomotíva Košice)      |